# Xã Jefferson, Quận Clayton, Iowa
Xã Jefferson (tiếng Anh: Jefferson Township) là một xã thuộc quận Clayton, tiểu bang Iowa, Hoa Kỳ. Năm 2010, dân số của xã này là 2.624 người.